# Autrey-lès-Gray
Autrey-lès-Gray là một xã thuộc tỉnh Haute-Saône trong vùng Bourgogne-Franche-Comté phía đông nước Pháp.